# Ивана Јовановић
Ивана Јовановић (Београд, 1. јун 1980) српска је позоришна, телевизијска и филмска глумица.

## Биографија
Ивана Јовановић је рођена у Београду 1. јуна 1980. године. Глуму је дипломирала на Факултету драмских уметности у Београду у класи професорке Гордане Марић. Док је студирала, позоришна редитељка Ивана Вујић запазила је њен таленат и позвала је да игра у њеним представама.
Запажене улоге остварила је у телевизијским серијама Паре или живот и Непобедиво срце, а велику популарност стекла је улогом Неде у телевизијској серији Грех њене мајке.
Живи у Лос Анђелесу са сином Виктором.

## Улоге

### Позоришне представе
| Представа                     | Улога                               | Режија                             | Позориште                    | Премијера           |
| ----------------------------- | ----------------------------------- | ---------------------------------- | ---------------------------- | ------------------- |
| Српска драма                  | Девојка                             | Мирослав Алексић                   | Позориште „Душко Радовић”    | 15. мај 1999.       |
| Галеб                         | Маша                                | Стево Жигон                        | Народно позориште у Београду | 19. мај 2000.       |
| Велика драма                  | Зорка Вучић                         | Синиша Ковачевић                   | Народно позориште у Београду | 22. фебруар 2002.   |
| Хамлет                        | Офелија                             | Ивана Вујић                        | Народно позориште у Београду | 17. октобар 2002.   |
| Фауст II                      |                                     | Мира Ерцег                         | Народно позориште у Београду | 9. јануар 2003.     |
| Чардак ни на небу ни на земљи | Принцеза Светлана                   | Ана Ђорђевић                       | Позориште „Бошко Буха”       | 21. септембар 2003. |
| Госпођа министарка            | Девојка у хаљини                    | Јагош Марковић                     | Народно позориште у Београду | 16. март 2004.      |
| Неки то воле вруће            | Пуслица (касније Бојана Стефановић) | Светислав Гонцић и Раде Марјановић | Позориште на Теразијама      | 9. фебруар 2007.    |
| Мала сирена                   | Дријада (касније Милица Јанкетић)   | Милан Караџић                      | Позориште „Бошко Буха”       | 1. март 2009.       |
| Златно теле                   | Зосја Сињицка                       | Горан Марковић                     | Народно позориште у Београду | 6. октобар 2010.    |

### Филмографија
|                   | 2000▼ | 2010▼ | Укупно |
| ----------------- | ----- | ----- | ------ |
| Дугометражни филм | 2     | 1     | 3      |
| ТВ филм           | 0     | 0     | 0      |
| ТВ серија         | 4     | 1     | 5      |
| Кратки филм       | 1     | 1     | 2      |
| Укупно            | 7     | 3     | 10     |

| Год.       | Назив                             | Улога             |
| ---------- | --------------------------------- | ----------------- |
| 2000-е▲    |                                   |                   |
| 2000.      | Рат уживо                         | Лаборанткиња      |
| 2002.      | Мртав ’ладан                      | Риба              |
| 2002.      | Мртав ’ладан (серија)             | Риба              |
| 2003.      | Лисице (серија)                   | Шминкерка         |
| 2003.      | Сјај у очима                      | Девојка на клупи  |
| 2005.      | Лествица (кратки филм)            |                   |
| 2009.      | Паре или живот (серија)           | Марија            |
| 2009—2010. | Грех њене мајке (серија)          | Неда Павловић     |
| 2010-е▲    |                                   |                   |
| 2011—2012. | Непобедиво срце (серија)          | Гина              |
| 2012.      | Вир                               | Нада              |
| 2015.      | Annivalentine's Day (кратки филм) | Мартијева супруга |

## Награде
- Награду за најбољи Глумачки пар године по избору читалаца ТВ Новости добили су Ивана Јовановић за улогу Неде и Иван Босиљчић за улогу Бојана у серији Грех њене мајке на Филмским сусретима у Нишу 2010. године.[27]